# Хумбангхасундутан
Хумбангхасундутан (индон. Humbang Hasundutan) — округ в провинции Северная Суматра. Административный центр — город Долок-Сангул.

## История
Округ был создан в 2003 году.

## Население
Согласно оценке 2010 года, на территории округа проживало 171 687 человек.

## Административное деление
Округ делится на следующие районы:
- Бактираджа
- Долок-Сангул
- Линтонг-Нихута
- Онан-Ганджанг
- Паккат
- Парангинан
- Парктлитан
- Поллунг
- Сиджама-Поланг
- Тарабинтанг